# Алыптыг нымах
Алыптыг нымах (хак. богатырское сказание) — жанр героического эпоса у хакасов.
Может содержать до 30 тысяч стихотворных строк. В алыптыг нымахе редко повествуется об одном-двух героях, а большей частью о трех поколениях богатырей, защищающих свою семью, род, народ и скот собственного владения и страдавших от врагов-завоевателей народов и стран. Сначала часто рисуется мирная счастливая жизнь семьи хана-богатыря, обладателя богатств в виде многочисленного подвластного народа и скота. Мир внезапно нарушается из-за нашествия врага. Традиционно война изображается как поединки противников, облаченных в воинские доспехи. Бьются воины и по нескольку пар. Дружина светлых сил борется с дружиной темных. Схватки и борьба длятся 6-12 дней и от 12 лет до 30-40. Поединки ведутся физической силой рук, с мощью традиционных богатырских, воинских приемов. Богатыри также владеют и при необходимости пользуются стрелами, мечами, саблями, копьями. Войско может быть представлено как фон («как лес стоят копья»).
Многие алыптыг нымахи сложны по композиции. Одноплановость в одних сменяется многоплановостью, в других, разрозненность сюжетов и образов переходит в отчетливую циклизацию. Этим выделяются «Алтын-Арыг», «Ай-Хуучин» и др., в которых ханам служат профессиональные воины-богатыри, защищающие и частное владение, и весь подсолнечный мир.
Алыптыг нымах имеет зачин и концовку, то есть пространственно-временное обрамление рамкой. Вначале действовал герой-дед, в конце — герой-внук. Порушенная при жизни деда жизнь владения-«чурта» восстановлена в своей мощи внуком (внучкой). Такое обрамление утверждает идею: добро всегда побеждает зло, герои-алыпы сильнее захватчиков-грабителей. Алыптыг нымахи исполнялись сказителями (хайджи) в длинные зимние ночи в кругу собравшихся в доме слушателей. Исполнялись в тайге на отдыхе охотников у костра, у мельницы, где люди ночевали, ожидая помола зерна, а также в семьях, где готовились к похоронам усопшего и в поминальные ночи. В народе большим уважением и почитанием славились сказители Матвей Балахчин, Петр Курбижеков, Семен Кадышев, Макар Добров, Павел Тоданов, Константин Бастаев и мн.др.
Классической формой импровизационного повествования — исполнения сказания является хай (горловое пение) под аккомпанемент хомыса или чатхана в сочетании с речитативной декламацией. Сказительское искусство считалось занятием сугубо мужским. Женщинам запрещалось петь хай’ем, поэтому они исполняли только речитативной декламацией, что называли — сказывать «пешим» образом (чазағ нымах).
Эпическое повествование — декламация появилась значительно раньше, чем хай и инструментально-музыкальный аккомпанемент. У разных народов, в том числе у тюркских, до сих пор эпос исполняется без инструментального сопровождения («Манас» у киргизов, олонхо у якутов). У хакасов эпос без музыкального сопровождения исполнялся среди охотников, такие сказания являются наиболее древними.